# Cyrus McCormick
Cyrus Hall McCormick (15. února 1809, Shenandoah Valley – 13. května 1884, Chicago) byl americký vynálezce a podnikatel. Proslul především vynálezem žacího stroje.

## Život

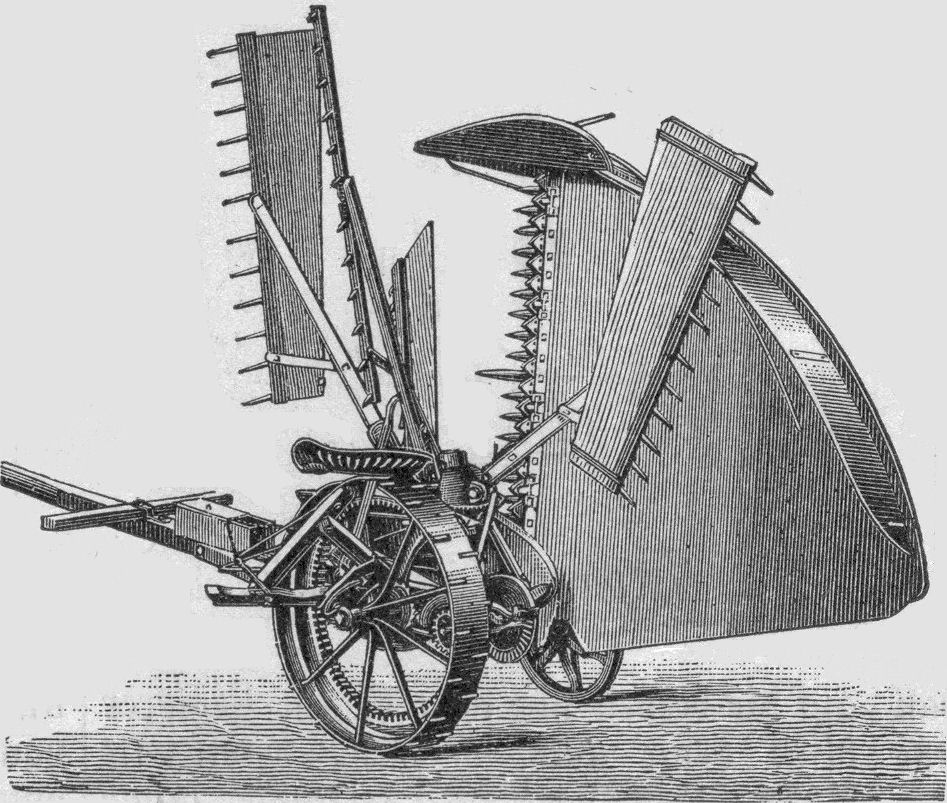
Shrabovací žací stroj, před 1890. McCormick (?)

Vyrostl na farmě ve Virginii. Již v patnácti letech zdokonalil kosu. Poté se pustil do výroby automatického žacího stroje. Nejprve na něm pracoval s otcem, později s černošským pomocníkem Jo Andersonem. Na konci roku 1831 představili první žací zařízení, které bylo ovšem ještě taženo párem koní. Stroj nahradil 12 až 16 sekáčů s kosou. 21. června 1834 McCormick získal na žací stroj patent. V příštích deseti letech ovšem prodal jen sto kusů stroje. Pro farmáře byl moc drahý a banky jim půjčovat nechtěly. Musel tedy změnit způsob svého podnikání – začal farmářům sám půjčovat peníze na nákup stroje. Získal také investora Williama Butlera Ogdena, politickou podporu senátora za Illinois Stephena A. Douglase a přemístil svou firmu do Chicaga, aby měl blíže k pláním Středozápadu, kde byla hlavní zemědělská oblast USA. V roce 1851 získal jeho žací stroj zlatou medaili na Londýnské světové výstavě. V roce 1860 už vyráběl 4000 kombajnů ročně. Firmu nezlomil ani obrovský požár Chicaga roku 1871, který poničil čtyři pětiny města.
Jeho poslední slova před smrtí prý zněla „Práce! Práce!“ („Work! Work!“). Jím založená firma McCormick Harvesting Machine Company (od roku 1902 International Harvester, transformovaná v roce 1985 na Navistar International) odprodala značku McCormick firmě Case, ta v nové společnosti McCormick Tractors International vyrábí traktory.